# Je t'aime moi non plus
Je t'aime moi non plus (bra: Paixão Selvagem) é um filme francês de 1976, dirigido por Serge Gainsbourg e estrelado por Jane Birkin, Joe Dallesandro e Hugues Quester.

## Elenco
- Jane Birkin (Johnny)
- Joe Dallesandro (Krassky)
- Hugues Quester (Padovan)
- René Kolldehoff (Boris)
- Gérard Depardieu